# Charles Coote (9e baronnet)
Charles Henry Coote, 9e baronnet de Castle Cuffe (2 janvier 1794 - 8 octobre 1864), est un homme politique irlandais conservateur,,.

## Biographie
Il est le fils de Chidley Coote d'Ash Hill, Comté de Limerick et Elizabeth Anne née Carr. Formé au Collège d'Eton, en 1805, et au Trinity College de Cambridge en 1809, il épouse Caroline Whaley, fille de John Whaley en 1814, et ils ont cinq fils et deux filles, dont: Charles Henry (1815-1895); John Chidley (1816-1879); Algernon Coote (11e baronnet) (1817-1899); Caroline (1819-1848); Robert (1820–1898); et Chidley Downes (1829-1872),.
Lointain descendant de Charles Coote, il devient 9e baronnet de Castle Cuffe en 1802 à la mort de Charles Coote (7e comte de Mountrath). À sa propre mort en 1874, le titre passe à son fils, Charles Henry Coote, 10e baronnet,,.
Après s'être présenté en vain en 1818 et 1820, il élu pour la première fois député conservateur du comté de Queen's lors d'une élection partielle en 1821 - causée par l'élévation de William Wellesley-Pole comme Lord Maryborough - et, devenant conservateur en 1834, occupe le siège jusqu'en 1847, date à laquelle il ne se présente pas aux élections. Au cours de cette période, il est connu comme un député indécis, et il suit généralement le chef conservateur Lord Liverpool, se rangeant parfois du côté des Whigs sur des questions telles que la suppression des postes de postmasters et les enquêtes sur la franchise de l'arrondissement ,.
Il est réélu aux élections en 1852 et occupe le siège jusqu'en 1859, date à laquelle il ne se représente pas,.